# 拉穆薩拉山
41°15′28.73″N 1°3′20.80″E / 41.2579806°N 1.0557778°E

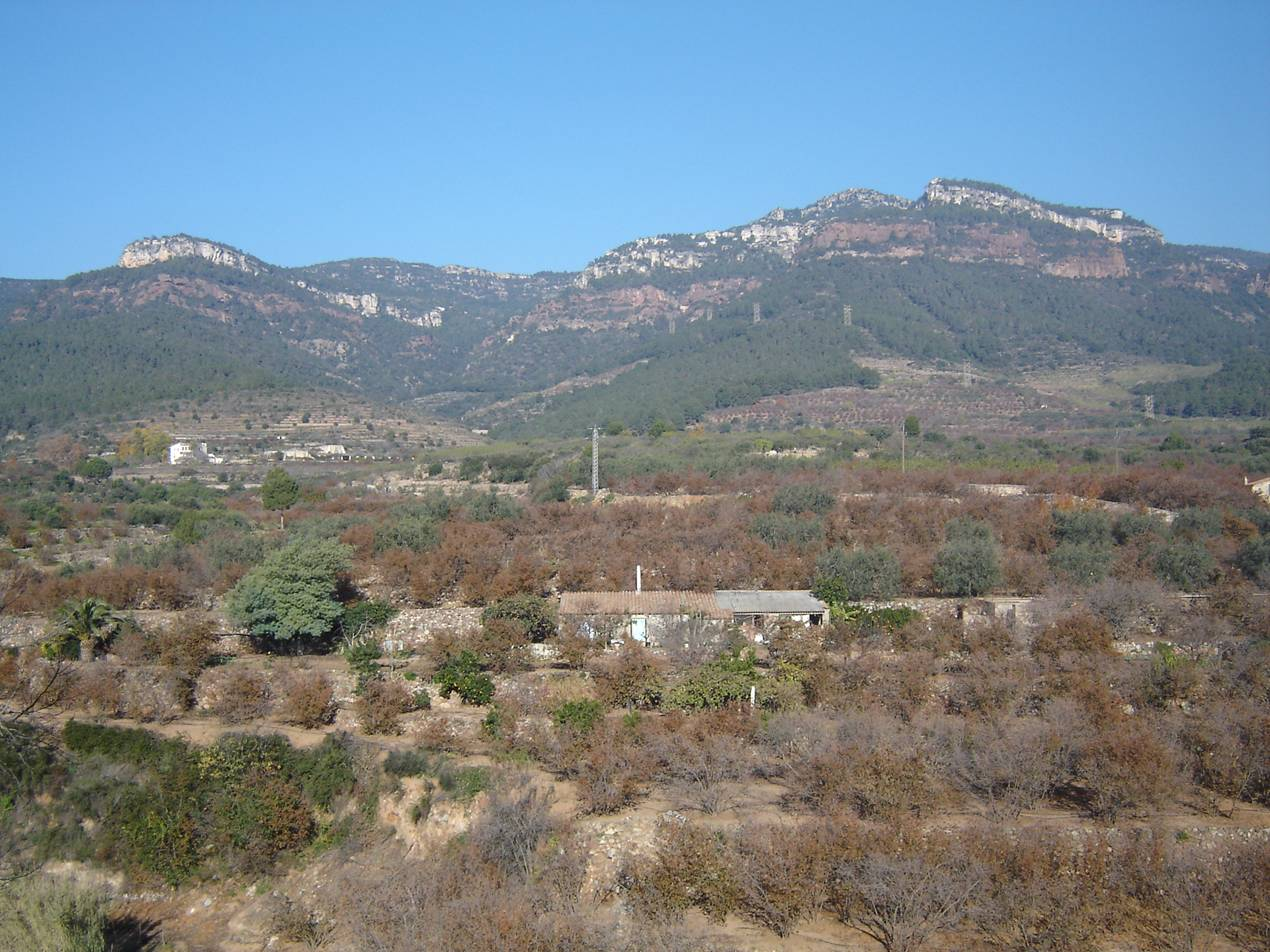

拉穆薩拉山，是西班牙的山峰，位於該國東北部加泰羅尼亞，屬於加泰羅尼亞前海岸山脈中普拉德斯山脈的一部分，海拔高度1,055米，是拉穆薩拉山脈的最高點。